# 燃料棒
燃料棒（ねんりょうぼう、英語：fuel rod）は、原子炉の炉心の部品のひとつ。棒状の燃料棒は炉心内での核燃料の標準的な形状であり、複数本の燃料棒が束ねられ、「燃料集合体」と呼ばれるユニットが組まれる。制御棒と共に複数個の燃料集合体によって炉心が構成される。核燃料の交換作業は燃料集合体の単位で行われる。

## 概要
原子炉(軽水炉)で使用される核燃料は、熱交換効率や安全性、取り扱いの便宜のために、1 cmほどの円柱状の燃料ペレットから始まって、最後は大きな燃料集合体に組み上げられている。
核燃料をセラミックに焼き固められたものが燃料ペレットであり、これを燃料被覆管に封入したものが燃料棒である。燃料集合体はこの燃料棒を束ねて組み上げたもので、この燃料集合体が原子炉に装荷され使用される。

## 歴史
初期の原子炉では核燃料物質は剥き出しで装荷されていた。また放射能や放射線に関する知見が少なかった時代であったこともあり、発生する核分裂生成物 (Fission Product、FP) の管理はルーズで、特に気体の放射性核分裂生成物は、ほぼそのまま大気中に放出されていた。
のちに原子爆弾投下後の広島・長崎の詳細な疫学調査の結果、放射線が人体に与える影響に理解が深まり、放射能管理が要求されるようになる一方、いくつかの臨界事故、反応度事故の経験から、原子炉内の核燃料が破壊されると放射性物質の広範囲な流出が起こることが理解され、核燃料物質自体の防護もまた要求されるようになった。現在の原子炉は核燃料物質の取り扱いに当たって、燃料棒、またはそれに準ずる核燃料の封入体を用いて核分裂生成物 (FP) を封じ込めており、いわゆる「5重の壁」の一つとなっている。

## 構造

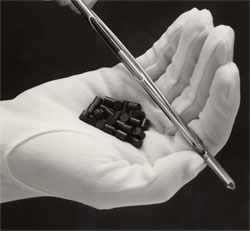
燃料ペレット

### 燃料ペレット
天然ウランに0.7%含まれている“燃える”ウラン235の割合を2 - 4%程度に濃縮した二酸化ウランを直径、高さとも約1センチメートル程の円柱形に焼き固めたセラミックスである。

### 被覆管
沸騰水型原子炉(BWR)の場合、燃料被覆管（ねんりょうひふくかん、fuel cladding）は、ジルコニウム合金にジルコニウム金属膜で内張りをした2層構造の厚さ0.7mmほどの細長い形状の管であり、外径が11mmほど、全長が4.47m、燃料有効長が3.71mとされている。
このような細長く特殊な材質のパイプを高品質で製造することが難しく、初期の原子炉で使用された被覆管では、ピンホールの発生などによる核分裂生成物 (FP) の漏出事故が発生している。このうち原因の多くが原子炉運転中の出力変化に伴い、燃料棒の温度変化によって生じる熱応力によるものと判明してからは、燃料棒の健全性を保つため原子炉出力の急な変化を避けるように運転が行われている。すなわち緊急の場合を除き、原子炉の起動と停止は、一日以上の時間をかけてゆっくりと行われ、燃料棒に対して余計なヒートショックを与えないような配慮がなされている。
被覆管は運転中に発生する核分裂生成物 (FP) を外部に漏らさないために運転中のあらゆる条件下、及び想定される事故の環境下で健全性を保つ必要がある。また内部の核分裂物質は原子核分裂に伴う崩壊熱を放出しているため、高温に耐え、かつ冷却材に熱がよく伝わるように熱伝導率の高い物質で無ければならない。冷却材と反応して健全性を損なうことの無いように、安定した物質であることも重要である。さらに燃料ペレットは運転中の温度変化や、生成した核分裂生成物 (FP) による膨張つまり「スエリング」や、縮小つまり「焼きしまり」といった体積変化を起こすため、燃料被覆管に局所的な応力を発生させる。これらの応力に耐えて、また原子炉運転中の震動等に耐える機械的な強度を持たせる必要がある。

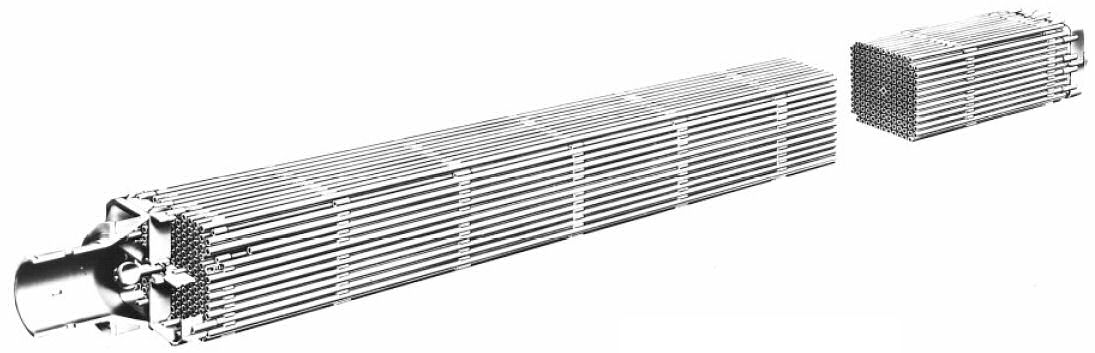
加圧水型原子炉の燃料集合体。原子力貨物船・NSサヴァンナ号のもの。

### 燃料棒
燃料棒 (fuel rod) は燃料ペレットを燃料被覆管に封入して、端栓で気密にしたものである。燃料被覆管内径は燃料ペレットよりも0.2mm大きい値で、ペレットを滑り込ませるかたちで収容する。最上部の燃料ペレットの上端から上部端栓までには、プレナムと呼ばれる空間があり、プレナムスプリングによって燃料ペレットを抑えつけ、動揺を抑えている。プレナムは発生した気体状の核分裂生成物 (FP) を閉じ込めると同時に、ガス発生に伴う内部の圧力上昇を最小限に抑えている。また内部は製造時にヘリウムガスが10気圧程度封入加圧されているが、これは燃料棒が沸騰水型原子炉 (BWR) で73気圧、加圧水型原子炉 (PWR) では158気圧に達する運転条件下で使用されるため、あらかじめ内部をヘリウムで加圧して運転時の外圧と平衡を保つようにするためである。原子炉の定期検査中には燃料棒の外観検査を行って健全性を検査する。

### 燃料集合体
燃料棒が複数本束ねられて燃料集合体 (fuel assembly) を構成する。燃料集合体は同じ軽水炉でも、形式により構造も装荷される数も異なる。
PWRの燃料集合体1体は179 - 264本の燃料棒を束ねて組み上げられ、121 - 193体の燃料集合体が原子炉の圧力容器内に装荷される。BWRの燃料集合体1体は50 - 80本の燃料棒を束ねて組み上げられ、400 - 800体程度の燃料集合体が原子炉の圧力容器内に装荷される。
PWRの燃料集合体には、制御棒があらかじめ燃料集合体内部に分散して組み込まれており、制御時には圧力容器上部から炉心内に挿入される。BWRの制御棒は4体の燃料集合体の間に挟まるような4つのブレードを持つ十字形をしており、燃料集合体とは別に構成され、制御時には圧力容器の下方から炉心内に挿入される。